# Wolfgang Pauli
|  | Aquest article tracta sobre un físic austríac. Vegeu-ne altres significats a «Wolfgang Paul». |

Wolfgang Ernst Pauli (Viena, Àustria 1900 - Zúric, Suïssa 1958) fou un físic austríac, posteriorment nacionalitzat suís i finalment estatunidenc.
És un dels pares fundadors de la mecànica quàntica i autor del principi d'exclusió de Pauli (1925), fou guardonat amb el Premi Nobel de Física l'any 1945.

## Biografia
Va nàixer a Viena (Àustria) el 25 d'Abril de 1900. Fill de Wolfgang Joseph Pauli i de Berta Camilla Schütz, i fillol d'Ernst Mach, de qui va rebre el segon nom. Son pare va ser un reconegut bioquímic professor de la Universitat de Viena.
Va estudiar al Döblinger Gymnasium de Viena, on es llicencià en física l'any 1918. Dos mesos després de llicenciar-se va publicar el seu primer article sobre la Teoria de la Relativitat General d'Albert Einstein. El juliol de 1921 aconseguí el doctorat en física, sota la tutela d'Arnold Sommerfeld, a la Universitat de Múnic.
Sommerfeld, el seu tutor de tesis doctoral, li havia suggerit escriure un article sobre la relativitat per a l'Enciclopèdia de Ciències Matemàtiques' (Encyklopädie der mathematischen Wissenschaften), una obra alemanya.
Va passar el trimestre d'hivern 1921-1922 com a assistent de Max Born a la Universitat de Göttingen, on va conèixer Niels Bohr. Després d'un estiu com a assistent de Wilhelm Lenz a la Universitat d'Hamburg, va ser convidat per Bohr a la Universitat de Copenhaguen durant un any. Aquí la investigació i l'interès de Pauli per l'efecte Zeeman anòmal va culminar el 1924 amb la formulació del Principi d'exclusió que governa com coexisteixen partícules com els electrons. Per això va rebre el Premi Nobel l'any 1945.
Va ser nomenat professor de la Universitat d'Hamburg el 1923. Passà un any a la Universitat de Göttingen com a assistent de Max Born, i l'any següent es traslladà a l'Institut Niehls Bohr de Física Teòrica de Copenhaguen. El 1928 va ser nomenat professor del ETH Zürich, on va romandre fins l'esclat de la Segona Guerra Mundial, quan va marxar als Estats Units. La finalització de la guerra mundial permeté Pauli retornar a Zúric, on morí el 15 de desembre de 1958.
Pauli va ser membre estranger de la Royal Society de Londres i membre de la Swiss Physical Society, la American Physical Society i l'Associació Americana per a l'Avenç de la Ciència. Va rebre la medalla Lorentz el 1930.

## Recerca científica

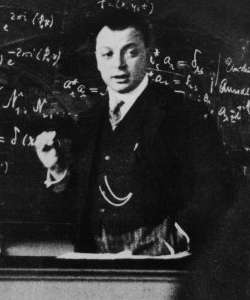
Retrat de jove

El 1924 proposà un quart nombre quàntic, necessari per poder especificar els estats energètics de l'electró, que pot adoptar els valors numèrics de ½ o -½. L'existència d'aquests nombres quàntics, anomenats d'espín, va ser verificada posteriorment, i són representatius de les dues direccions de gir possibles sobre l'eix de rotació dels fermions.
El 1928 és nomenat professor de Física Teòrica a l'Escola Politècnica Federal de Zúric, a Suïssa, aconseguint posteriorment aquesta nacionalitat. Sota la seva direcció, aquesta institució es va convertir en un important centre d'investigació en els anys precedents a la Segona Guerra Mundial. El 1931 realitzà una sèrie de conferències i seminaris als Estats Units, entre ells a la Universitat de Michigan i Princeton.
Aquell mateix any va proposar l'existència d'una partícula elèctricament neutra i de massa nul·la, denominada amb posterioritat neutrí pel físic italo-americà Enrico Fermi. L'annexió d'Àustria per Adolf Hitler l'any 1938 el converteix en ciutadà alemany. El 1940 abandona Alemanya i es trasllada als Estats Units. Entre 1935 i 1936, va ser professor visitant a l'Institut d'Estudis Avançats de Princeton, Nova Jersey i va tenir càrrecs similars a la Universitat de Michigan (1931 i 1941) i a la Universitat de Purdue (1942). Va ser elegit per a la Càtedra de Física Teòrica de Princeton el 1940, però va tornar a Zuric al final de la Segona Guerra Mundial.
El 1945 fou guardonat amb el Premi Nobel de Física per la formulació del Principi d'exclusió, obtenint la nacionalitat estatunidenca l'any següent.

## Principi d'exclusió de Pauli
En mecànica quàntica, el principi d'exclusió de Pauli estableix que dues o més partícules idèntiques amb espins mig enters (és a dir, fermions) no poden ocupar el mateix estat quàntic dins d'un sistema quàntic simultàniament.
En el cas dels electrons en àtoms, es pot afirmar de la següent manera: «és impossible que dos electrons d'un àtom polielectrònic tinguin els mateixos valors dels quatre nombres quàntics» (n, el nombre quàntic principal; ℓ, el nombre quàntic azimutal; mℓ, el nombre quàntic magnètic; i ms, el nombre quàntic d'espín). Per exemple, si dos electrons resideixen en el mateix orbital, aleshores els seus valors n, ℓ, i mℓ són els mateixos; per tant, els seus ms han de ser diferents i, per tant, els electrons han de tenir projeccions d'espín mig enter oposades de 1/2 i -1/2.
Les partícules amb un espín sencer (o bosons), no estan subjectes al principi d'exclusió de Pauli; qualsevol nombre de bosons idèntics poden ocupar el mateix estat quàntic, com passa, per exemple, amb els fotons produïts per un làser o àtoms en un condensat de Bose-Einstein.
Una afirmació més rigorosa és que, pel que fa a l'intercanvi de dues partícules idèntiques, la funció d'ona total (moltes partícules) és antisimètrica per als fermions i simètrica per als bosons. Això vol dir que si s'intercanvien les coordenades d'espai i espín de dues partícules idèntiques, aleshores la funció d'ona total canvia de signe per als fermions i no canvia per als bosons.
Si dos fermions estiguessin en el mateix estat (per exemple el mateix orbital amb el mateix espín en el mateix àtom), intercanviar-los no canviaria res i la funció d'ona total no canviaria. L'única manera que la funció d'ona total pot canviar de signe com cal per als fermions i també romandre sense canvis és que aquesta funció ha de ser zero a tot arreu, el que significa que l'estat no pot existir. Aquest raonament no s'aplica als bosons perquè el signe no canvia.

## Vida personal
Wolfgang Pauli es va casar amb Franciska Bertram el 4 d'abril de 1934. Va morir a Zuric el 15 de desembre de 1958.

### Personalitat i amistats

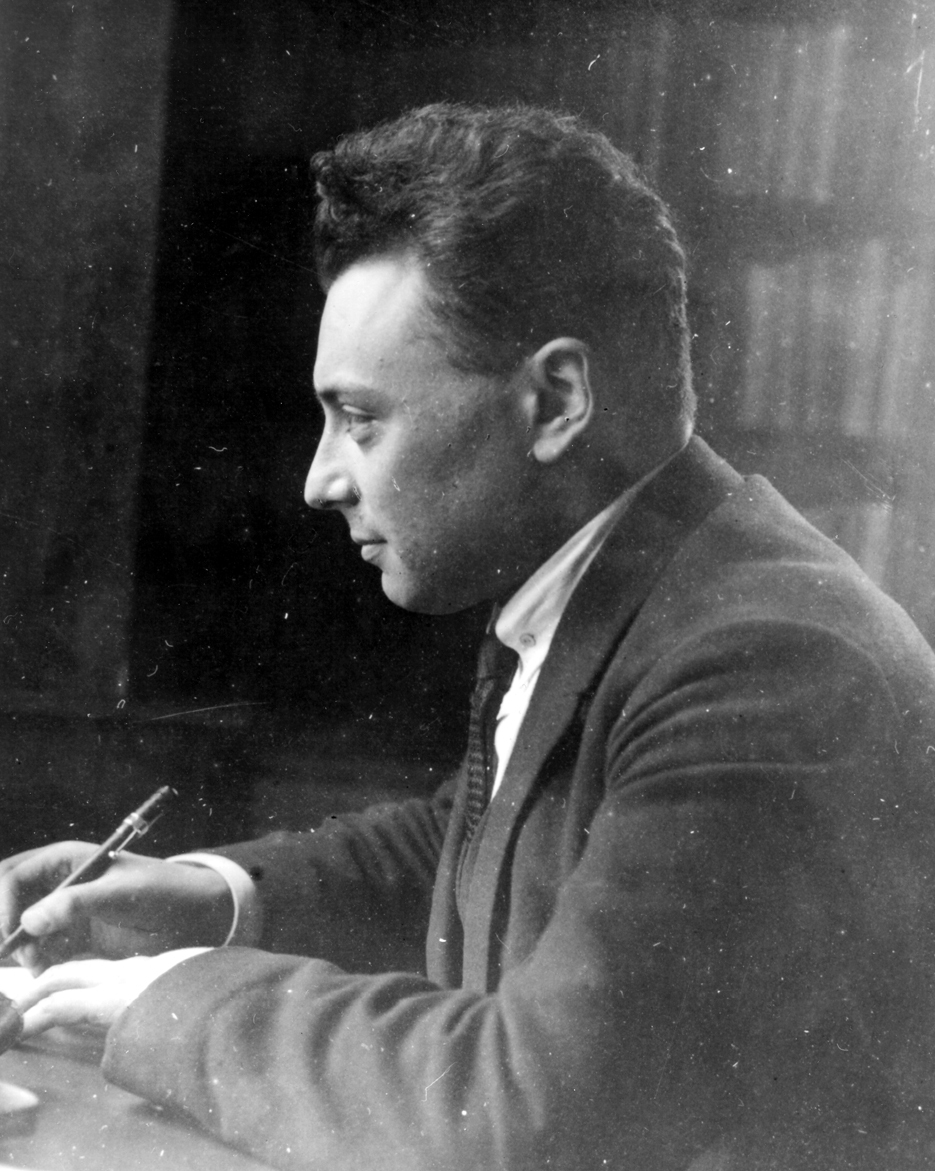
Wolfgang Pauli, c. 1924

L’efecte Pauli va rebre el nom de la seva estranya i anecdòtica capacitat de trencar equips experimentals simplement estant a prop seu. Pauli era conscient de la seva reputació i s'alegrava cada vegada que es manifestava l'efecte Pauli. Aquests estranys esdeveniments estaven en línia amb les seves controvertides investigacions sobre la legitimitat de la parapsicologia, en particular la seva col·laboració amb CG Jung sobre la sincronicitat. Max Born considerava que Pauli només era «comparable al mateix Einstein... potser fins i tot més gran». Einstein va declarar Pauli el seu «hereu espiritual».
En Pauli era famós per ser un perfeccionista. Això no només es va estendre a la seva pròpia feina, sinó també a la dels seus col·legues. Com a resultat, va ser conegut a la comunitat de la física com la consciència de la física, el crític davant del qual els seus col·legues havien de retre comptes. Podia ser mordaç en el seu rebutig de qualsevol teoria que trobés deficient, sovint qualificant-la de ganz falsch, completament errònia.
Però aquesta no va ser la seva crítica més severa, que reservava per a teories o tesis presentades de manera tan poc clara que eren incomprovables o inavaluables i, per tant, no pertanyien pròpiament a l'àmbit de la ciència, tot i que es presentaven com a tals. Estaven pitjor que equivocats perquè no es podia demostrar que estaven equivocats. És famós que una vegada va dir sobre un article tan poc clar: «Ni tan sols és incorrecte!»
El seu suposat comentari quan es va reunir amb un altre físic destacat, Paul Ehrenfest, il·lustra aquesta noció d'un Pauli arrogant. Els dos es van conèixer en una conferència per primera vegada. Ehrenfest coneixia els papers de Pauli i en va quedar força impressionat. Després d'uns minuts de conversa, Ehrenfest va comentar: «Crec que m'agrada més el teu article de l'Enciclopèdia [sobre la teoria de la relativitat] que tu», a la qual cosa Pauli va replicar: «És estrany. Amb mi, pel que fa a tu, és just el contrari». A partir de llavors, els dos es van fer molt bons amics.
D'aquesta història, que apareix a l'article sobre Dirac, se'n desprèn una imatge una mica més càlida:
| « | Werner Heisenberg [a Physics and Beyond, 1971] recorda una conversa amistosa entre joves participants a la Conferència Solvay de 1927, sobre les opinions d'Einstein i Planck sobre la religió. Wolfgang Pauli, Heisenberg i Dirac hi van participar. La contribució de Dirac va ser una crítica commovedora i clara de la manipulació política de la religió, que Bohr va apreciar molt per la seva lucidesa, quan Heisenberg li la va informar més tard. Entre altres coses, Dirac va dir: "No puc entendre per què ens quedem sense parlar de religió. Si som honestos –i com a científics l'honestedat és el nostre deure precís–, no podem evitar admetre que qualsevol religió és un conjunt d'afirmacions falses, privades de qualsevol fonament real. La idea mateixa de Déu és un producte de la imaginació humana. […] No reconec cap mite religiós, almenys perquè es contradiuen entre si. [...]" El punt de vista de Heisenberg era tolerant. En Pauli havia guardat silenci, després d'uns primers comentaris. Però quan finalment li van demanar la seva opinió, va dir en broma: "Bé, jo diria que el nostre amic Dirac també té una religió i el primer manament d'aquesta religió és Déu no existeix i Paul Dirac és el seu profeta.Tothom va esclatar a riure, inclòs Dirac. | » |

Moltes de les idees i resultats de Pauli mai es van publicar i només van aparèixer a les seves cartes, que sovint eren copiades i difoses pels seus destinataris. Potser a Pauli no li va preocupar que gran part del seu treball no fos acreditat, però quan va arribar la conferència de renom mundial de Heisenberg el 1958 a Göttingen sobre el seu treball conjunt en una teoria de camps unificats, i el comunicat de premsa que qualificava Pauli de simple assistent del professor Heisenberg, Pauli es va ofendre i va denunciar la destresa física de Heisenberg. El deteriorament de la seva relació va fer que Heisenberg ignorés el funeral de Pauli i escrivís a la seva autobiografia que les crítiques de Pauli eren exagerades, tot i que finalment es va demostrar que la teoria del camp era insostenible, validant les crítiques de Pauli.
George Gamow va escriure que «és tan difícil trobar la branca de la física moderna en què no s'utilitzi el Principi de Pauli com trobar un home tan dotat, amable i divertit com ho era Wolfgang Pauli».